# Taner Akçam
Altuğ Taner Akçam (23 de outubro de 1953) é um historiador turco, sociólogo e autor. Ele foi o primeiro acadêmico turco a discutir abertamente sobre o Genocídio armênio promovido pelo governo turco-otomano entre 1915 e 1923, e negado até hoje pela Turquia. Por sua ação, ele foi enquadrado no artigo 301 do Código Penal turco, que proíbe ofensas à história e ao orgulho da nação turca. Expulso de seu país, atualmente leciona na Universidade de Minnesota, nos Estados Unidos.
É autor do livro A Shameful Act : The Armenian Genocide and the Question of Turkish Responsibility, editado pela Metropolitan Books dos Estados Unidos.